# Corbata colombiana
La expresión corbata colombiana, o corte de corbata (este último no debe ser confundido con el corte de franela), alude a una forma de asesinato originado durante la época de La Violencia partidista de los años 1940, 1950 y 1960 en Colombia, y usada posteriormente por distintos grupos y personas, en el cual la garganta de la víctima es cortada horizontalmente con un cuchillo, machete u otro objeto cortante y la lengua es extraída por la herida abierta. Era una técnica usada por los chulavitas, paramilitares conservadores para asesinar a los "chusmeros", cachiporros, liberales o comunistas, y así simular la corbata roja que portaban como identificación de su simpatía con el Partido Liberal e ideologías contrarias al Partido Conservador en el gobierno. No obstante, este corte fue popularizado en todo el país por el bandolero liberal Jacinto Cruz Usma, alias "Sangrenegra", quien realizó esta práctica en cientos de víctimas (policías y civiles), llegando a ser conocido como "el asesino del corte de corbata y franela".
Esta forma de asesinato fue también muy famosa posteriormente gracias al Cartel de Medellín, organización de narcotráfico activa entre 1978 y 1993 que supuestamente practicaba este medio de tortura y ejecución.
Aparece en varias escenas de cine. También fue mencionada en el juicio de O.J. Simpson.

## Menciones

### Videojuegos
- Durante el DLC de Cyberpunk 2077, Phantom Liberty, es mencionada en una conversación con Benneth, en la cual Aguilar (Alias V, el protagonista) lo amenaza.
- Mencionado por el antagonista "V" en el juego Katana Zero, antes de ser interrumpido.

### Música
- I Killed The Prom Queen lanzó una canción llamada "Your Shirt Would Look Better With A Colombian Necktie"
- La frase a menudo es citada por el dúo de hip-hop MOP
- La banda Megadeth lo menciona en la canción "Sleepwalker"
- Big Black Songs About Fucking contiene una pista titulada "Colombian Necktie".
- Front Line Assembly, The Weak, contiene una pista titulada "Colombian Necktie".
- AC / DC " Dirty Deeds Done Dirt Cheap " la menciona.
- Hollywood Undead en "Dead Bite" la menciona
- "Tar" de Scott Walker
- la canción "columbian necktie" (corbata colombiana) de mortal decay
- Eminem menciona la corbata colombiana en la canción de Revival
- Cypress Hill tiene una pista titulada "Cuban Necktie"
- Nachtblut la menciona en su canción "Multikulturell"
- Slenderman vs Jeff the Killer. Batalla de Rap de Keyblade también la menciona
- Roc Marciano la menciona en su canción "Herringbone".

### Literatura
- En la novela de 1993 de John le Carré The Night Manager
- En el manga de 2005 de Toshio Sako Usogui

### Televisión
- En la temporada 1, episodio 2 de "Breaking Bad" , titulado "El gato en la bolsa"
- En la temporada 5, episodio 8 de "La Que Se Avecina" titulado "Una mula, un hombre llamado fracaso, y una anciana devorada por las gallinas"
- En la temporada 2, episodio 13 de The PJs , titulado "The Jeffersons"
- En la temporada 3, episodio 11 de Z Nation ("Doc's Angels")
- En Marvel's Agents of SHIELD temporada 2, episodio 7 ("The Writing On the Wall")
- En el undécimo episodio de Hannibal , titulado "Rôti"
- En The People vs.OJ Simpson, episodio 7 ("Teorías de la conspiración")
- En la temporada 2, episodio 7, de Deadliest Warrior ,
- En la temporada 1, episodio 2 de Better call Saul
- Modern Family, "Cuando los niños buenos se vuelven malos ".
- The Bridge, en un episodio titulado "ID"
- En la temporada 1, episodio 19 de Sobrenatural , temporada 3, episodio; 16 temporada 7, episodio 8.
- En la temporada 1, episodio 18 de Prison Break.
- En la temporada 4, episodio 12 de MacGyver,  "El desafío"
- En la temporada 1, episodio 8 de Juego de Tronos , "El final puntiagudo".
- En la temporada 1, episodio 1 de F Is for Family, "The Bleedin 'in Sweden".
- En la temporada 1, episodio 5 de Fariña .
- en la temporada 5 episodio 6, "Hey Arnold"  "El relicario de Helga".
- en el episodio 57, "Os sacrificados" de la serie "Matalobos" de TVG.
- En la temporada 1 episodio 63, "sin senos si hay paraíso"
- En la temporada 11, episodio 6 de "La Ley y el Orden: Unidad de Victimas Especiales".
- En la película Mikaela de Netflix
- En la serie de Netflix España Olympo Temporada 1, Episodio 6.